# 1977-es romániai földrengés
Az 1977-es romániai földrengés során Románia délkeleti részét 1977. március 4-én, pénteken késő este pusztító erejű földrengés rázta meg. A rengés erőssége a Richter-skálán 7,2 volt, az MSK-64-skálán kilenc körüli, a Mercalli-skálán pedig nyolcas-kilences. A földrengés helyi idő szerint 21:22-kor pattant ki 110 km-re a Háromszéki-havasok alatt. A jelenség körülbelül két órán át tartott, a közepes érzékenységű ember nem egészen egy percig érzékelhette. A műszerek először függőleges majd vízszintes mozgást jeleztek. A földrengés epicentruma a Tulnici-Soveja-Bârsești-Năruja települések közötti övezetben volt. A rengés az úgynevezett monokinetikus rengések közé tartozott, ami azt jelenti, hogy egy nagy rengést több apró utómozgás követ, amelyek elvezetik a fészekben még fellelhető energiát. A fészek maga több mint 100 km mélységben helyezkedett el.

## Károk
Az epicentrum közelében nem volt akkora pusztítás, mint a kelet-északkelet és nyugat-délnyugat felé terjedő lökéshullám útjában. Erdélyben például csak jelentéktelen károk keletkeztek. Románia-szerte azonban nagy volt a pusztítás és összesen 32 900 épület dőlt össze, 35 000 család maradt hajléktalan és 200 000 épület rongálódott meg. A halálos áldozatok száma 1570, a sérülteké 11 000 volt. Az anyagi kár értéke elérte a kétmilliárd dollárt.
Bukarestben 32 tömbház dőlt össze, további 130 rongálódott meg. Március 5-én este már 508 halottat és több mint 2600 sérültet tartottak számon, de ezek a számok később még tovább nőttek. 2900 veszélyeztetett lakást evakuáltak. Ploiești-ben egy 160 férőhelyes bentlakásos intézmény dőlt össze, amelyben 15-en haltak meg. A bulgáriai Szvistov városban három tömbház omlott össze, 100 embert temetve maga alá.